# Pseudophacopteron flocosum
Pseudophacopteron flocosum är en insektsart som först beskrevs av Crawford 1915.  Pseudophacopteron flocosum ingår i släktet Pseudophacopteron och familjen Phacopteronidae. Inga underarter finns listade i Catalogue of Life.